# Ayagoz (thành phố)
Ayagoz hay Ayakoz (Tiếng Kazakh: Аягөз, formerly Russian: Сергиополь, Sergiopol`) là một thành phố trực thuộc khu vực của Kazakhstan, là huyện lỵ của huyện Ayagoz, tỉnh Đông Kazakhstan, tọa lạc hai bên bờ sông Ayagoz. Dân số là trên 40.000 (2005).

## Khí hậu
| Dữ liệu khí hậu của Ayagoz              | Dữ liệu khí hậu của Ayagoz | Dữ liệu khí hậu của Ayagoz | Dữ liệu khí hậu của Ayagoz | Dữ liệu khí hậu của Ayagoz | Dữ liệu khí hậu của Ayagoz | Dữ liệu khí hậu của Ayagoz | Dữ liệu khí hậu của Ayagoz | Dữ liệu khí hậu của Ayagoz | Dữ liệu khí hậu của Ayagoz | Dữ liệu khí hậu của Ayagoz | Dữ liệu khí hậu của Ayagoz | Dữ liệu khí hậu của Ayagoz | Dữ liệu khí hậu của Ayagoz |
| Tháng                                   | 1                          | 2                          | 3                          | 4                          | 5                          | 6                          | 7                          | 8                          | 9                          | 10                         | 11                         | 12                         | Năm                        |
| --------------------------------------- | -------------------------- | -------------------------- | -------------------------- | -------------------------- | -------------------------- | -------------------------- | -------------------------- | -------------------------- | -------------------------- | -------------------------- | -------------------------- | -------------------------- | -------------------------- |
| Trung bình ngày tối đa °C (°F)          | −11 (13)                   | −9 (16)                    | 0 (32)                     | 12 (53)                    | 21 (70)                    | 26 (79)                    | 28 (83)                    | 27 (80)                    | 21 (70)                    | 11 (51)                    | −2 (28)                    | −10 (14)                   | 10 (49)                    |
| Tối thiểu trung bình ngày °C (°F)       | −22 (−8)                   | −21 (−6)                   | −10 (14)                   | −2 (29)                    | 4 (40)                     | 11 (51)                    | 13 (55)                    | 11 (51)                    | 3 (38)                     | −3 (27)                    | −11 (12)                   | −20 (−4)                   | −4 (25)                    |
| Lượng Giáng thủy trung bình mm (inches) | 23 (0.9)                   | 15 (0.6)                   | 38 (1.5)                   | 13 (0.5)                   | 25 (1)                     | 48 (1.9)                   | 56 (2.2)                   | 20 (0.8)                   | 7.6 (0.3)                  | 28 (1.1)                   | 30 (1.2)                   | 23 (0.9)                   | 326.6 (12.9)               |
| Nguồn: Weatherbase                      |                            |                            |                            |                            |                            |                            |                            |                            |                            |                            |                            |                            |                            |